# ناعومي روبسون
ناعومي روبسون (بالإنجليزية: Naomi Robson)‏ هي مذيعة وصحفية أسترالية، ولدت في 31 أغسطس 1963 في لوس أنجلوس في الولايات المتحدة.

## وصلات خارجية
- ناعومي روبسون على موقع IMDb (الإنجليزية)